# Karel Šobr
Karel Šobr (11. března 1910 Milín – 1990) byl český politik, strojní inženýr a politický vězeň. V roce 1950 byl v politickém procesu odsouzen ke třicetiletému trestu tvrdého žaláře, v němž setrval do roku 1960, kdy byl propuštěn po amnestii prezidenta Novotného.

## Životopis
Narodil se 11. března 1910 ve středočeském Milíně otci Janovi a Marii. Otec byl horník, matka Marie byla v domácnosti, kde se starala o něj a jeho dalších jedenáct sourozenců. Po ukončení obecné školy v Milíně vystudoval v roce 1929 také reálné gymnázium v Příbrami. V roce 1930 začal pracovat u Zemského úřadu v Praze, krátce poté paralelně započal studium na ČVUT, kde po dvouleté pauze kvůli povinné vojenské službě získal v roce 1938 inženýrský titul. 
Po konci druhé světové války začal v roce 1945 pracovat jako tajemník tehdejšího ministra zahraničního obchodu Huberta Ripky, chvíli vykonával také činnost parlamentního zpravodaje, při níž se seznámil se všemi poslanci Národních socialistů. V březnu 1948 byl krátce po únorovém převratu z funkce propuštěn (tj. vyakčněn). Krátce poté byl v dubnu 1948 zatčen, o dva měsíce později byl ale pro nedostatek důkazů z vazby propuštěn. Po propuštění z funkce náměstka a následném zatčení požádal o pomoc právničku a političku Miladu Horákovou, s níž poté navázal spolupráci a stal se členem tzv. „politické šestky“ v rámci Národněsocialistické strany. V rámci svého působení v orgánu pomáhal získávat finanční prostředky pro spolustraníky s finančními problémy. Stejně tak odeslal do zahraničí politickou a hospodářskou zprávu o dění v zemi a pomáhal navazovat kontakty se spolustraníky v regionech. V tomto období (1948–1949) pracoval u firmy COMPENSA, která ale v červnu 1949 zanikla. 
Od roku 1949 tak pracoval v příbramských dolech jako tesař, nicméně již v listopadu 1949 byl Státní bezpečností zatčen. Jeho proces, hlavní líčení se skupinou „JUDr. Čupera a spol.“, se konal ve dnech 20. a 21. června 1950 u Státního soudu v Praze. Za zločiny velezrady a vyzvědačství byl odsouzen ke třicetiletému trestu odnětí svobody v těžkém žaláři. Dále mu byla odebrána občanská práva na dobu deseti let, zabaven veškerý majetek a udělen peněžitý trest ve výši 20 000 Kčs. V květnu 1960 byl po pobytech ve věznicích v Opavě, Praze a Leopoldově na amnestii prezidenta Antonína Novotného podmínečně propuštěn. Do roku 1985 (tj. až do svých 75 let) poté pracoval jako dělník, stavební technik či zedník. Rehabilitován byl v po sametové revoluci v prosinci 1990.
Zemřel v roce 1990 ve věku 80 let. Byl ženatý s manželkou Annou (* 1911; rozená Maříková). Spolu měli dvě děti, dceru Věru (* 1941; provdaná Kopalová) a syna Karla.